# 平居正仁
平居 正仁（ひらい まさひと、1951年3月12日 - ）は、日本の実業家。旭化成ホームズ代表取締役社長や、旭化成代表取締役副社長を務めた。

## 人物・経歴
北海道出身。1975年北海道大学法学部卒業、旭化成工業入社。旭化成ホームズ人事部長や、旭化成リフォーム代表取締役社長等を経て、2008年旭化成ホームズ取締役兼常務執行役員兼マーケティング本部長。2009年旭化成ホームズ取締役兼専務執行役員兼東京営業本部長。2010年旭化成ホームズ代表取締役社長。
2014年から旭化成代表取締役副社長を務め、カリスマ的指導力を発揮した山口信夫代表取締役名誉会長亡き後の集団指導体制を担ったが、2016年にパークシティLaLa横浜施工不良問題で退任し、その後小堀秀毅代表取締役社長により再び集権体制が整備され、集団指導体制は崩壊した。